# Polycyrtus xantothorax
Polycyrtus xantothorax är en stekelart som först beskrevs av Brulle 1846.  Polycyrtus xantothorax ingår i släktet Polycyrtus och familjen brokparasitsteklar. Inga underarter finns listade i Catalogue of Life.